# باولو سيجانتا
باولو سيجانتا (بالإيطالية: Paolo Seganti)‏ هو عارض وملاكم وممثل إيطالي، ولد في 20 مايو 1965 في إيطاليا.

## أعمال

### أفلام
- (1997) إل ايه سري للغاية[4][5]

### مسلسلات
- المربية
- ميامي

## وصلات خارجية
- باولو سيجانتا على موقع IMDb (الإنجليزية)
- باولو سيجانتا على موقع ألو سيني (الفرنسية)
- باولو سيجانتا على موقع أول موفي (الإنجليزية)
- باولو سيجانتا على موقع قاعدة بيانات الأفلام السويدية (السويدية)
- باولو سيجانتا على موقع قاعدة بيانات الفيلم (الإنجليزية)
- باولو سيجانتا على موقع كينوبويسك (الروسية)